# Associazione Calcio Legnano 1973-1974
Questa pagina raccoglie le informazioni riguardanti l'Associazione Calcio Legnano nelle competizioni ufficiali della stagione 1973-1974.

## Stagione

Enrico Cannata, al Legnano dal 1971 al 1974

La stagione si apre con un cambio sulla panchina lilla: Luciano Lupi sostituisce Luciano Sassi alla guida tecnica della squadra. Sul fronte del calciomercato, vengono venduti il difensore Alessandro Cribio, i centrocampisti Potito Pota e Vincenzo Proietti Farinelli e gli attaccanti Giancarlo Mongitore e Giovanni Bassini, mentre sono acquistati il difensore Giovacchino Vallacchi, i centrocampisti Luigi Giavara e Sergio Robbiati e gli attaccanti Renato Mola e Ivo Banella.
Nella stagione 1973-74 di Serie C il Legnano gioca nel girone A della Serie C, ottenendo con 33 punti il quindicesimo posto in classifica, due soli punti in più del Savona retrocesso con Triestina e Derthona. La partenza è disastrosa: dopo cinque giornate il Legnano è all'ultimo posto in classifica: per tentare di migliorare questa situazione, viene acquistato l'attaccante Tiziano Ascagni, ma senza ottenere i risultati sperati. Il presidente Augusto Terreni decide quindi di esonerare, dopo la sconfitta interna con l'Udinese alla 14ª giornata, l'allenatore Luciano Lupi, che viene sostituito da Luigi Balestra. Balestra migliora la situazione, con i Lilla che risalgono in graduatoria verso posizioni più tranquille. Nella primavera del 1974, dopo una serie negativa di risultati che culmina con la sconfitta interna con il Seregno alla 32ª giornata, il presidente Augusto Terreni decide di esonerare anche Luigi Balestra, che viene sostituito da Giovanni Visintin, già allenatore delle giovanili del Legnano. Dopo altre due altre sconfitte, i Lilla si riprendono, salvandosi dalla retrocessione in Serie D. In Coppa Italia Semiprofessionisti il Legnano giunge al secondo posto del girone 3 di qualificazione, che non è sufficiente per il passaggio al turno successivo.

## Divise
| Casa |

## Organigramma societario
Area direttiva
- Presidente: Augusto Terreni

Area tecnica
- Allenatore: Luciano Lupi, poi Luigi Balestra, in seguito Giovanni Visintin

## Rosa
| N. |                   | Ruolo | Calciatore         |
| -- | ----------------- | ----- | ------------------ |
|    | Italia (bandiera) | A     | Tiziano Ascagni    |
|    | Italia (bandiera) | A     | Ivo Banella        |
|    | Italia (bandiera) | P     | Piero Binelli      |
|    | Italia (bandiera) | P     | Luigi Bucci        |
|    | Italia (bandiera) | C     | Enrico Cannata     |
|    | Italia (bandiera) | A     | Romualdo Capocci   |
|    | Italia (bandiera) | A     | Salvatore Cascella |
|    | Italia (bandiera) | D     | Roberto Cazzani    |
|    | Italia (bandiera) | C     | Luigi Giavara      |

| N. |                   | Ruolo | Calciatore            |
| -- | ----------------- | ----- | --------------------- |
|    | Italia (bandiera) | D     | Oscar Lesca           |
|    | Italia (bandiera) | C     | Giovanni Mastrodonato |
|    | Italia (bandiera) | A     | Renato Mola           |
|    | Italia (bandiera) | P     | Gianni Piaceri        |
|    | Italia (bandiera) | C     | Sergio Robbiati       |
|    | Italia (bandiera) | D     | Riccardo Talarini     |
|    | Italia (bandiera) | D     | Ettorino Valentini    |
|    | Italia (bandiera) | D     | Giovacchino Vallacchi |
|    | Italia (bandiera) | C     | Giovanni Xotta        |

## Risultati

### Serie C (girone A)

#### Girone d'andata
| Arbitro: | Terpin (Trieste) |

|                    |           |  |
| Bosotti 23’ (aut.) | Marcatori |  |

| Legnano 23 settembre 1973 2ª giornata | Legnano               | 0 – 0 | Venezia | Stadio Comunale\| Arbitro: \| Governa (Alessandria) \| |
| Arbitro:                              | Governa (Alessandria) |       |         |                                                        |

| Arbitro: | Menotti (Bologna) |

|                 |           |              |
| Dalla Bella 15’ | Marcatori | 22’ Robbiati |

| Arbitro: | Chiri (Mantova) |

|           |           |                  |
| Lesca 31’ | Marcatori | 19’, 20’ Tedoldi |

| Arbitro: | Bitocchi (Tivoli) |

|                |           |  |
| Manservigi 17’ | Marcatori |  |

| Arbitro: | Esposito (Torre Annunziata) |

|                    |           |                                                              |
| Giavara 80’ (rig.) | Marcatori | 45’ Vergani 50’, 53’ Mongitore 69’ G. Andreatta 75’ Bertogna |

| Arbitro: | Sancini (Bologna) |

|                 |           |           |
| Sanseverino 76’ | Marcatori | 79’ Lesca |

| Arbitro: | Prato (Novoli) |

|             |           |              |
| Cannata 15’ | Marcatori | 70’ Ulivieri |

| Tortona 11 novembre 1973 9ª giornata | Derthona         | 0 – 0 | Legnano | Stadio Fausto Coppi\| Arbitro: \| Baciucchi (Roma) \| |
| Arbitro:                             | Baciucchi (Roma) |       |         |                                                       |

| Legnano 18 novembre 1973 10ª giornata | Legnano          | 0 – 0 | Triestina | Stadio Comunale\| Arbitro: \| Tempio (Catania) \| |
| Arbitro:                              | Tempio (Catania) |       |           |                                                   |

| Arbitro: | Gazzari (Macerata) |

|  |           |             |
|  | Marcatori | 4’ Cascella |

| Arbitro: | Baldoni (Ancona) |

|                    |           |              |
| Giavara 45’ (rig.) | Marcatori | 32’ Chimenti |

| Arbitro: | R. Lo Bello (Siracusa) |

|              |           |  |
| Citterio 74’ | Marcatori |  |

| Arbitro: | F. Lattanzi (Macerata) |

|  |           |                         |
|  | Marcatori | 2’ Girelli 52’ Peressin |

| Arbitro: | Martelli (Imola) |

|                             |           |  |
| Mola 11’ Giavara 47’ (rig.) | Marcatori |  |

| Arbitro: | B. Marino (Genova) |

|  |           |             |
|  | Marcatori | 80’ Cannata |

| Arbitro: | Bei (Roma) |

|             |           |              |
| Cannata 61’ | Marcatori | 39’ Graziani |

| Arbitro: | Grillenzoni (Finale Emilia) |

|            |           |             |
| Maioni 10’ | Marcatori | 50’ Capocci |

| Arbitro: | Fuschi (Pescara) |

|                    |           |  |
| Giavara 40’ (rig.) | Marcatori |  |

#### Girone di ritorno
| Arbitro: | Busalacchi (Palermo) |

|          |           |                              |
| Mola 48’ | Marcatori | 12’ (aut.) Bosotti 37’ Dolso |

| Venezia 10 febbraio 1974 21ª giornata | Venezia          | 0 – 0 | Legnano | Stadio Pier Luigi Penzo\| Arbitro: \| Baldoni (Ancona) \| |
| Arbitro:                              | Baldoni (Ancona) |       |         |                                                           |

| Arbitro: | Lapi (Firenze) |

|                                                   |           |             |
| Giavara 21’ (rig.) Cannata 53’ Banella 76’ (rig.) | Marcatori | 5’ Ballarin |

| Arbitro: | Casaburi (Napoli) |

|           |           |          |
| Mutti 50’ | Marcatori | 39’ Mola |

| Arbitro: | Tempio (Catania) |

|          |           |             |
| Mola 31’ | Marcatori | 60’ Trentin |

| Trento 18 marzo 1974 25ª giornata | Trento             | 0 – 0 | Legnano | Stadio Briamasco\| Arbitro: \| Gazzari (Macerata) \| |
| Arbitro:                          | Gazzari (Macerata) |       |         |                                                      |

| Arbitro: | Falasca (Chieti) |

|  |           |               |
|  | Marcatori | 10’ Antonelli |

| Arbitro: | Fiumara (Roma) |

|                               |           |                  |
| Ulivieri 19’, 30’ Gittone 77’ | Marcatori | 66’, 78’ Capocci |

| Arbitro: | Menotti (Bologna) |

|              |           |  |
| Robbiati 15’ | Marcatori |  |

| Trieste 14 aprile 1974 29ª giornata | Triestina           | 0 – 0 | Legnano | Stadio Giuseppe Grezar\| Arbitro: \| Vannucchi (Bologna) \| |
| Arbitro:                            | Vannucchi (Bologna) |       |         |                                                             |

| Legnano 21 aprile 1974 30ª giornata | Legnano                     | 0 – 0 | Savona | Stadio Comunale\| Arbitro: \| Grillenzoni (Finale Emilia) \| |
| Arbitro:                            | Grillenzoni (Finale Emilia) |       |        |                                                              |

| Arbitro: | Bitocchi (Tivoli) |

|                  |           |  |
| Bucci 16’ (aut.) | Marcatori |  |

| Arbitro: | Frasso (Capua) |

|  |           |                  |
|  | Marcatori | 47’ G.A. Arienti |

| Arbitro: | Scaccaglia (Parma) |

|                           |           |             |
| Peressin 32’ Burlando 59’ | Marcatori | 37’ Ascagni |

| Arbitro: | S. Marino (Taranto) |

|                                          |           |  |
| Stella 10’ Levantaci 20’, 72’ Scaini 70’ | Marcatori |  |

| Arbitro: | Romanetti (Messina) |

|              |           |  |
| Robbiati 33’ | Marcatori |  |

| Arbitro: | Ambrosio (Napoli) |

|  |           |                          |
|  | Marcatori | 11’ Cascella 86’ Cannata |

| Arbitro: | Lapi (Firenze) |

|          |           |  |
| Mola 63’ | Marcatori |  |

| Arbitro: | Baciucchi (Roma) |

|             |           |  |
| Turella 15’ | Marcatori |  |

### Coppa Italia Semiprofessionisti (girone 3)

#### Girone d'andata
| Vercelli 26 agosto 1973 1ª giornata | Pro Vercelli | 3 – 1 | Legnano | Stadio Leonida Robbiano |
| \| \| \| \| \| \| Marcatori \| . \| |              |       |         |                         |
|                                     |              |       |         |                         |
|                                     | Marcatori    | .     |         |                         |

| Vigevano 29 agosto 1973 2ª giornata | Vigevano  | 0 – 0 | Legnano | Stadio Dante Merlo |
| \| \| \| \| \| \| Marcatori \| . \| |           |       |         |                    |
|                                     |           |       |         |                    |
|                                     | Marcatori | .     |         |                    |

| 2 settembre 1973 3ª giornata |  | - – - Turno di riposo LEGNANO |  |  |

#### Girone di ritorno
| Legnano 5 settembre 1973 4ª giornata | Legnano   | 0 – 0 | Pro Vercelli | Stadio Comunale |
| \| \| \| \| \| \| Marcatori \| . \|  |           |       |              |                 |
|                                      |           |       |              |                 |
|                                      | Marcatori | .     |              |                 |

| Legnano 9 settembre 1973 5ª giornata | Legnano   | 3 – 2 | Vigevano | Stadio Comunale |
| \| \| \| \| \| \| Marcatori \| . \|  |           |       |          |                 |
|                                      |           |       |          |                 |
|                                      | Marcatori | .     |          |                 |

| 12 settembre 1973 6ª giornata |  | - – - Turno di riposo Legnano |  |  |

## Statistiche

### Statistiche di squadra
| Competizione                    | Punti | Totale | Totale | Totale | Totale | Totale | Totale | DR |
| Competizione                    | Punti | G      | V      | N      | P      | Gf     | Gs     | DR |
| ------------------------------- | ----- | ------ | ------ | ------ | ------ | ------ | ------ | -- |
| Serie C                         | 33    | 38     | 9      | 15     | 14     | 27     | 36     | -9 |
| Coppa Italia Semiprofessionisti | 4     | 4      | 1      | 2      | 1      | 4      | 5      | -1 |

### Statistiche dei giocatori
| Giocatore       | Serie C  | Serie C |
| Giocatore       | Presenze | Reti    |
| --------------- | -------- | ------- |
| T. Ascagni      | 8        | 1       |
| I. Banella      | 20       | 1       |
| P. Binelli      | 14       | 0       |
| L. Bucci        | 23       | 0       |
| E. Cannata      | 36       | 5       |
| R. Capocci      | 36       | 3       |
| S. Cascella     | 35       | 2       |
| R. Cazzani      | 12       | 0       |
| L. Giavara      | 38       | 5       |
| O. Lesca        | 34       | 2       |
| G. Mastrodonato | 3        | 0       |
| R. Mola         | 35       | 5       |
| G. Piaceri      | 1        | 0       |
| S. Robbiati     | 32       | 3       |
| R. Talarini     | 28       | 0       |
| E. Valentini    | 37       | 0       |
| G. Vallacchi    | 37       | 0       |
| G. Xotta        | 5        | 0       |